# Copa Mundial Femenina de Rugby de 1994
La Copa Mundial Femenina de Rugby de 1994 (1994 Women's Rugby World Cup en inglés) fue la segunda edición de la Copa Mundial Femenina de Rugby. Se llevó a cabo en Escocia entre el 11 de abril de 1994 al 24 de abril de ese mismo año.

## Fase de grupos

### Grupo A
| Equipo         | PG | PE | PP | PF  | PC  |
| -------------- | -- | -- | -- | --- | --- |
| Estados Unidos | 2  | 0  | 0  | 232 | 0   |
| Japón          | 1  | 0  | 1  | 10  | 126 |
| Suecia         | 0  | 0  | 2  | 5   | 121 |
| 11 de abril | Suecia | 0 - 111 | Estados Unidos |  |  |

| 13 de abril | Japón | 10 - 5 | Suecia |  |  |

| 15 de abril | Japón | 0 - 121 | Estados Unidos |  |  |

### Grupo B
| Equipo     | PG | PE | PP | PF | PC  |
| ---------- | -- | -- | -- | -- | --- |
| Inglaterra | 2  | 0  | 0  | 92 | 0   |
| Escocia    | 1  | 0  | 1  | 51 | 26  |
| Rusia      | 0  | 0  | 2  | 0  | 117 |
| 11 de abril | Inglaterra | 66 - 0 | Rusia |  |  |

| 13 de abril | Escocia | 51 - 0 | Rusia |  |  |

| 15 de abril | Escocia | 0 - 26 | Inglaterra |  |  |

### Grupo C
| Equipo            | PG | PE | PP | PF  | PC |
| ----------------- | -- | -- | -- | --- | -- |
| Francia           | 2  | 0  | 0  | 108 | 8  |
| Irlanda           | 1  | 0  | 1  | 18  | 36 |
| Scottish Students | 0  | 0  | 2  | 13  | 95 |
| 11 de abril | Francia | 77 - 8 | Scottish Students |  |  |

| 13 de abril | Irlanda | 18 - 5 | Scottish Students |  |  |

| 15 de abril | Irlanda | 0 - 31 | Francia |  |  |

### Grupo D
| Equipo     | PG | PE | PP | PF | PC |
| ---------- | -- | -- | -- | -- | -- |
| Gales      | 2  | 0  | 0  | 40 | 13 |
| Canadá     | 1  | 0  | 1  | 33 | 11 |
| Kazajistán | 0  | 0  | 2  | 8  | 57 |
| 11 de abril | Canadá | 5 - 11 | Gales |  |  |

| 13 de abril | Kazajistán | 8 - 29 | Gales |  |  |

| 15 de abril | Canadá | 28 - 0 | Kazajistán |  |  |

## Copa de Plata
| Equipo            | PG | PE | PP | PF | PC |
| ----------------- | -- | -- | -- | -- | -- |
| Kazajistán        | 3  | 0  | 0  | 83 | 12 |
| Suecia            | 2  | 0  | 1  | 46 | 56 |
| Rusia             | 1  | 0  | 2  | 37 | 57 |
| Scottish Students | 0  | 0  | 3  | 24 | 64 |
| 17 de abril | Kazajistán | 27 - 0 | Scottish Students |  |  |

| 17 de abril | Rusia | 13 - 20 | Suecia |  |  |

| 19 de abril | Kazajistán | 25 - 0 | Rusia |  |  |

| 19 de abril | Suecia | 14 - 12 | Scottish Students |  |  |

| 21 de abril | Kazajistán | 31 - 12 | Suecia |  |  |

| 21 de abril | Rusia | 24 - 12 | Scottish Students |  |  |

### Final Copa de Plata
| 23 de abril | Kazajistán | 29 - 12 | Suecia |  |  |

## Fase Final

### Cuartos de final
| 17 de abril de 1994 | Estados Unidos | 76 - 0 | Irlanda |  |  |

| 17 de abril de 1994 | Inglaterra | 24 - 10 | Canadá |  |  |

| 17 de abril de 1994 | Francia | 99 - 0 | Japón |  |  |

| 17 de abril de 1994 | Escocia | 0 - 8 | Gales |  |  |

### Semifinal Shield
| 20 de abril | Canadá | 57 - 0 | Japón |  |  |

| 20 de abril | Irlanda | 3 - 10 | Escocia |  |  |

### Semifinal Campeonato
| 20 de abril de 1994 | Estados Unidos | 56 - 15 | Gales |  |  |

| 20 de abril de 1994 | Inglaterra | 18 - 6 | Francia |  |  |

### Definición 7° puesto
| 23 de abril | Irlanda | 11 - 3 | Japón |  |  |

### Final Shield (5° puesto)
| 23 de abril | Escocia | 11 - 5 | Canadá |  |  |

### Definición 3° puesto
| 24 de abril | Francia | 27 - 0 | Gales |  |  |

### Final
| 24 de abril de 1994 | Inglaterra | 38 - 23 | Estados Unidos | Edinburgh Academicals RFC, Edimburgo, |  |

| Bandera de Inglaterra |
| Campeón Inglaterra    |
| Primer título         |